# Gino Lucetti
Gino Lucetti (Carrara, 31 de agosto de 1900 - Ischia, 17 de septiembre de 1943) fue un anarquista italiano que atentó contra la vida de Mussolini.
Nació en Carrara, y combatió en la Primera Guerra Mundial. Emigró a Francia, desde donde retornó para cometer un atentado contra Benito Mussolini, el Duce que gobernaba la Italia fascista. El 11 de septiembre de 1926, en la plaza de Porta Pia de Roma, arrojó una bomba contra el auto que transportaba a Mussolini, sin resultados positivos, ya que la bomba resbaló por el parabrisas del auto hiriendo a 8 peatones. Luego del atentado Mussolini declaró: "Las balas pasan, Mussolini queda".
Arrestado, Lucetti fue juzgado en junio de 1927, y fue condenado a 30 años de prisión. En ese entonces contaba con 26 años de edad. También detuvieron a dos supuestos cómplices: Leandro Sorio y Stefano Vatteroni, fueron sentenciados a 20 años y 19 años y 9 meses respectivamente. Vatteroni cumplió los primeros tres años de su pena en completo aislamiento, y la única compañía que le era permitida era la de un gorrión que visitaba su celda. El político Vincenzo Baldazzi fue también condenado por haberlo ayudado a preparar el atentado.
En 1943 Lucetti escapó de la prisión con ayuda exterior, pero fue asesinado poco después durante un bombardeo alemán en Ischia.

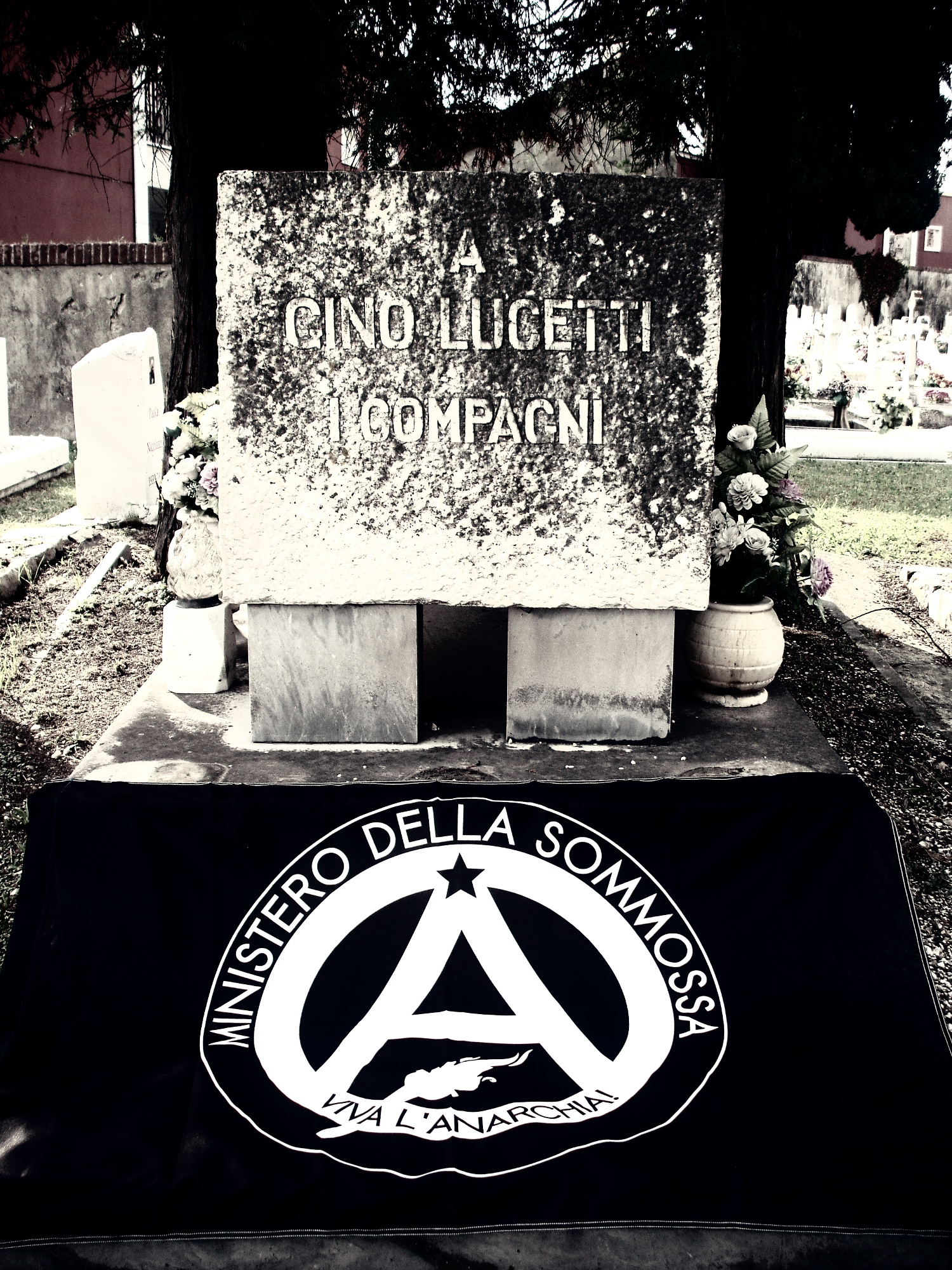
Tumba de Gino Lucetti, Carrara.

En su honor, dos grupos guerrilleros anarquistas antifascistas lucharon en la región de Carrara adoptando los nombres 'G.Lucetti' (60 a 80 combatientes) y 'Lucetti Bis' (58 combatientes).